# Steiermärkische Krankenanstaltengesellschaft

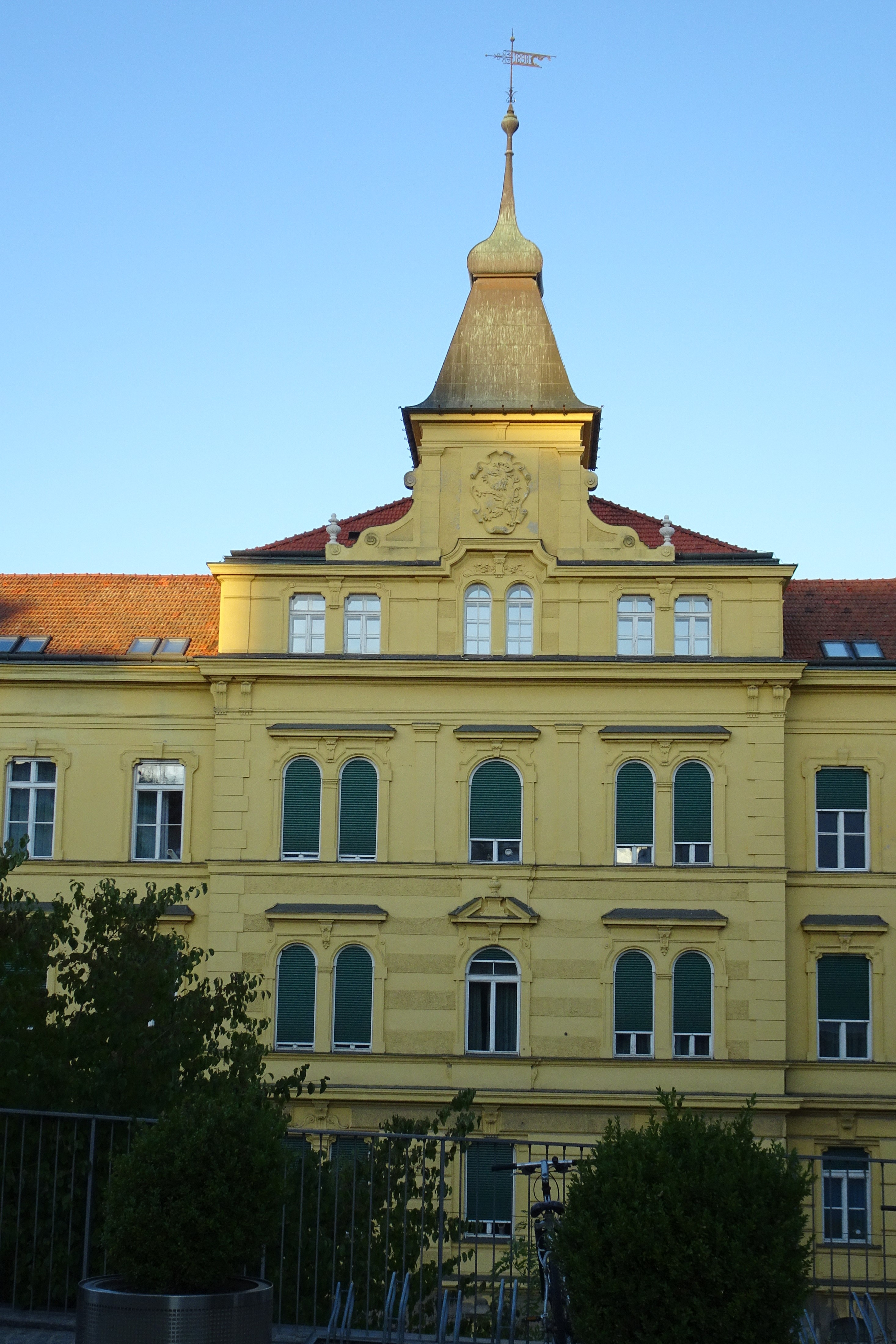
Hauptsitz im ehemaligen Pestalozziheim, Stiftingtalstraße 4–6

Die Steiermärkische Krankenanstaltengesellschaft m.b.H. (KAGes) ist seit 1985 der organisatorische Zusammenschluss der Landeskrankenhäuser der Steiermark, seit 2013 auch der Landespflegezentren.

## Aufgabe
Die Steiermärkische Krankenanstaltengesellschaft m.b.H., kurz KAGes, ist nicht gewinnorientiert und für die Errichtung und den Betrieb der Landeskrankenhäuser und -pflegezentren zuständig. Im Bereich der Universitätskliniken gibt es eine Kooperation mit der Medizinischen Universität Graz. Die Gesellschaft beschäftigt über 18.000 Mitarbeiter und ist damit der größte Arbeitgeber in der Steiermark.

## Rechtliche Stellung
Mit 1. Jänner 1985 übernahm die KAGes die Landeskrankenhäuser vom Land Steiermark. Die Gesellschaft steht zu 100 Prozent im Eigentum des Landes. Der Sitz ist in der Grazer Stiftingtalstraße direkt neben dem Gelände des LKH-Universitätsklinikum Graz.

## Spitäler
Nach dem Zusammenschluss einiger Spitalverbünde zu einem LKH gab es von 2013 bis 2014 17 Landeskrankenhäuser. 2015 wurden weitere vier Krankenhäuser zu zwei Verbünden zusammengelegt. In den darauffolgenden Jahren wurden weitere Krankenhäuser zu neuen Verbünden zusammengeschlossen bzw. in bestehende Verbünde integriert, weitere Zusammenlegungen folgten. Derzeit gibt es daher 7 LKH mit 20 Standorten:
- LKH Oststeiermark mit den Standorten Feldbach, Fürstenfeld und Hartberg
- LKH-Universitätsklinikum Graz
- LKH Graz II mit den Standorten Graz-Süd (früher LSF Graz), Graz-West, Enzenbach, dem Facharztzentrum Hörgas und Voitsberg.[5]
- LKH Hochsteiermark mit den Standorten Leoben, Bruck und Mürzzuschlag
- LKH Murtal mit den Standorten Judenburg, Knittelfeld und Stolzalpe[6]
- LKH Rottenmann-Bad Aussee, früher LKH Rottenmann und LKH Bad Aussee
- LKH Südweststeiermark mit den Standorten Deutschlandsberg, Bad Radkersburg und Wagna (Leibnitz)[7]
- LKH Weiz (im Verbund LKH-Univ. Graz)

Bereits am 1. Jänner 2012 wurde der Spitalsverbund der LKH Feldbach und Fürstenfeld gebildet. Ein Jahr später entstand jedoch der politische Bezirk Hartberg-Fürstenfeld, sodass es nun trotz der Bezirksreform über Bezirksgrenzen geteilte LKH gibt.
Ab 2025 wurde das LKH Südweststeiermark aus den bisherigen Standorten des LKH Deutschlandsberg und des bisherigen LKH Südsteiermark in Wagna und Radkersburg eingerichtet, der Standort Voitsberg wird in das LKH Graz II integriert.

## Pflegezentren
2013 wurden auch die vier steirischen Landespflegezentren (LPZ) der KAGes übergeben.
- LPZ Bad Radkersburg
- LPZ Mürzzuschlag
- LPZ Mautern

Das LPZ Kindberg wurde Anfang 2018 geschlossen und durch das neue Landespflegezentrum in Mürzzuschlag ersetzt.
Das LPZ Knittelfeld wurde Ende 2023 an die Volkshilfe Steiermark übergeben.

## Ausbildung
Für die Fort- und Weiterbildung im Gesundheits- bzw. Sozialbereich betreibt die KAGes eine Akademie, die Kurse anbietet. Diese Akademie der Steiermärkischen Krankenanstaltengesellschaft (a:sk) bietet jedoch keine Ausbildungsmöglichkeiten für Gesundheitsberufe. Die Schulen für Gesundheits- und Krankenpflege und die Schule für den medizinisch-technischen Fachdienst sind weiter unter direkter Landesverwaltung.

## Kontroversen

### Schließung von Gebärstationen
In den Jahren 2011 und 2012 schloss die KAGes im Zuge einer Spitalsreform die Gebärstationen dreier LKH, was zu Protesten führte.
- Ende 2011 LKH Bruck
- Juni 2012 LKH Wagna
- Ende 2012 LKH Voitsberg[13]

Als im Februar 2014 ein Voitsberger Baby auf dem langen Transportweg ins LKH Deutschlandsberg starb, machte man unter anderem auch die politische Entscheidung zum Schließen dafür verantwortlich. Der Primar des LKH Deutschlandsberg sprach dagegen von einem „ganz seltenen schickalshaften Verlauf“, der sich schwer verhindern hätte lassen können.

### Zusammenlegung LKH Graz-West
2012–2013 plante die damalige Landesrätin Kristina Edlinger-Ploder die Zusammenlegung des LKH Graz-West mit dem benachbarten Krankenhaus der Barmherzigen Brüder Graz-Eggenberg, wobei die Führung des neuen Hauses und die Mitarbeiter von der KAGes zum Orden hätten wechseln sollen. Dies scheiterte am Widerstand der Mitarbeiter und der Bevölkerung.

### Pflege-Regress
Mit 1. August 2011 führte die Landesregierung wieder den Pflegeregress ein. Kinder und Eltern von Bewohnern in Pflegeheimen mussten je nach ihrem Nettoeinkommen einen Beitrag für die Pflege leisten, wenn das Einkommen (Verdienst, Pension und Pflegegeld) bzw. Vermögen des Gepflegten für die Finanzierung des Heimaufenthalts nicht ausreichend war. Diese Rückforderungen reichten von 4 bis 10 Prozent des Einkommens von Kindern und 9 bis 15 Prozent bei Eltern. Diese in Österreich einmalige Vorgangsweise sollte das Landesbudget entlasten und stieß auf breite Ablehnung. Die Regelung wurde jedoch vom Höchstgericht bestätigt. Dies betraf allerdings alle Pflegeheime, die vom Land finanziert wurden, nicht nur die der KAGes. Der Regress wurde mit Juli 2014 abgeschafft.

### Schwangerschaftsabbruch
Nachdem es jahrelang keinen politischen Willen gab, dass die landeseigenen Krankenhäuser auch Abtreibungen durchführen, dauerte es bis April 2005, als die Salzburger Landeshauptfrau Gabi Burgstaller am LKH Salzburg eine Abtreibungsambulanz einrichten ließ. In der Folge ermöglichte auch das Land Steiermark diesen Eingriff am LKH Graz. Bis dahin war dies nur an privaten Einrichtungen möglich.

## Stipendien
In den Jahren 2022 bis 2024 vergab die Steiermärkische Krankenanstaltengesellschaft in Kooperation mit der SFU jährlich 20 Stipendien, um die ärztliche Versorgung der Steiermark zu sichern. Die Stipendiaten verpflichteten sich für eine ärztliche Tätigkeit von 10 Jahren in den Häusern der Steiermärkische Krankenanstaltengesellschaft.